# Diego Valeri
Diego Hernán Valeri (Lanús, 1 mei 1986) is een Argentijns voetballer die zijn profloopbaan begon bij Club Atlético Lanús. Valeri werd voor één seizoen uitgeleend aan FC Porto en stapte in 2013 over naar de Amerikaanse MLS-club Portland Timbers.

## Erelijst
Club Atlético Lanús
- Primera División Argentinië

2008
 Portland Timbers
- Major League Soccer

2015